# 1084 Tamariwa
1084 Tamariwa је астероид главног астероидног појаса. Приближан пречник астероида је 27,19 ,
а средња удаљеност астероида од Сунца износи 2,689 астрономских јединица (АЈ).
Инклинација (нагиб) орбите у односу на раван еклиптике је 3,892 степени, а орбитални период износи 1610,820 дана (4,410 године). Ексцентрицитет орбите астероида износи 0,130.
Апсолутна магнитуда астероида износи 10,78 а геометријски албедо 0,116.
Астероид је откривен 12. фебруара 1926. године.